# Mistrzostwa Oceanii w Koszykówce Mężczyzn 2009
Mistrzostwa Oceanii w Koszykówce Mężczyzn 2009 – 19. w historii mistrzostwa Oceanii w koszykówce mężczyzn. Odbyły się 23 i 25 sierpnia 2009 roku w australijskim Sydney i nowozelandzkim Wellington. Podobnie jak w poprzednich 4 edycjach o tytuł najlepszej drużyny kontynentu rywalizowały 2 reprezentacje: Australii i Nowej Zelandii.
Mistrzostwa Oceanii w Koszykówce Mężczyzn 2009 rozgrywane były w formule 2 spotkań, gdzie mistrzem kontynentu zostawał zespół, który uzyskał lepszy bilans w dwumeczu. Obie drużyny wygrały po 1 meczu, w związku z czym tytuł mistrza Oceanii zdobyła Nowa Zelandia, która uzyskała lepszy bilans zdobytych punktów od Australii.

## Przebieg turnieju

### 1. mecz
| 23 sierpnia 2009 18:00 | [ 3 ] | Australia 84 – 77 Nowa Zelandia                          | Australia 84 – 77 Nowa Zelandia | Australia 84 – 77 Nowa Zelandia                                        |  | State Sports Centre, Sydney |
| 23 sierpnia 2009 18:00 | [ 3 ] | Rezultaty w kwartach: 25–21, 18–21, 18–22, 23–13         |                                 |                                                                        |  | State Sports Centre, Sydney |
| 23 sierpnia 2009 18:00 | [ 3 ] | Pkt: Joe Ingles 26 Zb: Nathan Jawai 11 As: Adam Gibson 6 |                                 | Pkt: Kirk Penney 23 Zb: Mika Vukona 10 As: Lindsay Tait, Kirk Penney 4 |  | State Sports Centre, Sydney |
| 23 sierpnia 2009 18:00 | [ 3 ] | Australia prowadzi w serii 1–0                           |                                 |                                                                        |  | State Sports Centre, Sydney |

### 2. mecz
| 25 sierpnia 2009 19:30 | [ 4 ] | Nowa Zelandia 100 – 78 Australia                                                                      | Nowa Zelandia 100 – 78 Australia | Nowa Zelandia 100 – 78 Australia                        |  | TSB Bank Arena, Wellington |
| 25 sierpnia 2009 19:30 | [ 4 ] | Rezultaty w kwartach: 17–16, 21–24, 36–15, 26–23                                                      |                                  |                                                         |  | TSB Bank Arena, Wellington |
| 25 sierpnia 2009 19:30 | [ 4 ] | Pkt: Mika Vukona 25 Zb: Alex Pledger 13 As: Kirk Penney 10                                            |                                  | Pkt: Brad Newley 20 Zb: Nathan Jawai 9 As: Joe Ingles 5 |  | TSB Bank Arena, Wellington |
| 25 sierpnia 2009 19:30 | [ 4 ] | W serii remis 1–1, mistrzem zostaje Nowa Zelandia, która ma lepszy bilans zdobytych punktów (177–162) |                                  |                                                         |  | TSB Bank Arena, Wellington |